# Christiane Leister
Christiane Leister (* 25. Juni 1955 als Christiane Böhnke; † 1. März 2025) war eine deutsch-schweizerische Unternehmerin und Ökonomin sowie Inhaberin und Verwaltungsratspräsidentin der Leister-Gruppe. Sie wurde auf der «Bilanz»-Liste der 300 Reichsten in der Schweiz geführt. Sie besuchte aus beruflichen oder geschäftlichen Gründen mehr als 60 Länder.

## Karriere
Christiane Böhnke begann nach Abschluss des Studiums der Volkswirtschaftslehre an der Christian-Albrechts-Universität in Kiel ihre berufliche Laufbahn bei Jungheinrich (Flurförderzeuge und Lagersysteme) in Hamburg. Anschliessend leitete sie Controlling- und Finanzbereiche bei der Vereinigte Papierwerke AG und der Milupa AG. 
Sie folgte Karl Leister (1923–1993) in die Schweiz und wurde dessen zweite Ehefrau. 1989 übernahm sie strategische und operative Aufgaben im Familienunternehmen Leister. Nach dem Tod von Karl Leister im Jahre 1993 wurde sie Inhaberin der Leister-Unternehmen und übernahm bis 2014 die Geschäftsführung. Sie diversifizierte das Unternehmen mit neuen Technologien und baute es zur internationalen Leister-Gruppe aus.
2017 wurde sie in den ETH-Rat berufen. Christiane Leister war zudem Mitglied in folgenden Gremien: Verwaltungsrat Amphasys AG, Strategic Advisory Board Artmyn SA, Advisory Board Venture Foundation und Jury Swiss Economic Award.